# روابط هاوایی و تاهیتی
روابط هاوایی – تاهیتی، به رابطه تاریخی بین دول مستقل پادشاهی هاوایی و پادشاهی تاهیتی اشاره دارد. این روابط شامل یک معاهده، پیشنهاد اتحاد از طریق ازدواج‌های سیاسی و تبادل نمایندگان تجاری و دیپلماتیک از اوایل دهه ۱۸۰۰ تا سال ۱۸۸۰ بود.

## تاریخچه
طبق روایات شفاهی دومین مهاجرت پولینزیایی‌ها به جزایر هاوایی از مکانی در جنوب به نام کاهیکی صورت گرفته است که، اغلب تاهیتی به عنوان این مکان شناخته می‌شود. این موج دوم مهاجران ظاهراً جایگزین برخی از ساکنان قدیمی هاوایی شده که اصالتاً اهل جزایر مارکیز بودند و طبقه اجتماعی جدید اشراف را تشکیل دادند .
ارتباط بین دو منطقه بیش از ۵۰۰ سال و قبل از ورود کاپیتان جیمز کوک متوقف شده بود، جیمز کوک که قبلاً برای کاوش در جزایر اقیانوس آرام از جمله تاهیتی مشهور بود و خدمه اش به شباهت بین زبان‌های تاهیتی و هاوایی اشاره نمودند. بسیاری از خدمه او توانستند با بومیان هاوایی ارتباط برقرار نمایند. برخی از اولین
تاهیتیایی‌ها با کشتی‌های خارجی به عنوان ملوان یا مترجم به هاوایی وارد شدند.